# Bronco Benny
Bronco Benny is het 16de album uit de stripreeks De Blauwbloezen. Het werd getekend door Willy Lambil en het scenario werd geschreven door Raoul Cauvin. Het album werd uitgegeven in 1980.

## Verhaal
Tijdens de laatste slagvelden zijn er veel paarden omgekomen, het Noordelijk leger zit daarom verlegen om paarden. Bij de laatste zending bij het station Hickory wood, zijn alleen enkele kreupele paarden en kamelen gebracht. Daarom besluit de generale staf om Sgt. Chesterfield en Blutch op een gevaarlijke missie te sturen, ze moeten bij de Zuidelijken paarden gaan kopen op paardenfarms, ze krijgen de paardentemmer Bronco Benny mee om de nog wilde paarden te temmen.

## Personages in het album
- Blutch
- Cornelius Chesterfield
- Generaal Alexander
- Kolonel Horace
- Kapitein Stilman
- Majoor Winfield
- Bronco Benny, een zwijgende paardentemmer (zijn echte naam is Ben Willcox)